# Урушавање крова у Катовицама 2006.
28. јануара 2006, кров једног трговачког центра се урушио у јужном Пољском граду Катовице, убивши 65 и ранивши преко 170 људи, од тога тринаест странаца (Немаца Белгијанаца, Чеха, Једног Словака и једног Холанђанина).

## Несрећа
У 17.15 h по локалном времену централни део крова над трговачким центром се урушио. Према подацима полиције, у трговачком центру се налазило око 700 људи у моменту урушавања. У трговачком центру се одвијала изложба поштанских голубова те је било посетилаца из целе Европе, највише Пољака, Немаца и Белгијанаца. У акцији спашавања је учествовало око 1500 људи: Преко хиљаду ватрогасаца, 230 полицајаца ...
На место несређе дошао је председник Пољске Лех Качињски и прогласио дан жалости. Такође је одредио помоћ од милион злота за породице пострадалих у несрећи.
Узрок трагедије још није познат. Претпоставља се да се кров урушио због снега који је на крову достизао висину од преко 1,5 метара.